# Stanley Coren
Stanley Coren (Filadelfia, Pensilvania 1942) es un psicólogo estadounidense, investigador neuropsicológico y profesor emérito de psicología en la Universidad de Columbia Británica en Vancouver.
Es conocido por haber escrito numerosos libros. Algunos de ellos son los siguientes:  
How to Speak Dog (2001), Why We Love the Dogs We Dog (2000), The Pawprints of History (2002),  Why Does My Dog Act That Way (2006).
Destaca, The Intellinge of Dogs, (1994), con título en español La fabulosa inteligencia de los perros .En él investiga sobre los tres tipos de inteligencia que tienen los perros: inteligencia instintiva, inteligencia adaptativa e inteligencia de trabajo y obediencia.
Los libros: How Dogs Think y The Modern Dog han sido bestsellers. Mientras que su publicación Born to Bark ganó la Medalla Maxwell de Excelencia por parte de la Dog Writers Association of America.  Actualmente, escribe artículos para Psychology Today, en la sección de comportamiento animal y es miembro de la Royal Society en Canadá. 